# USB Implementers Forum
O USB Implementers Forum (USB-IF) é uma organização sem fins lucrativos criada para promover e suportar a tecnologia Universal Serial Bus (USB). Suas principais atividades são a promoção, a comercialização e a manutenção das especificações da tecnologia USB, USB sem fio, USB On-The-Go, além de um programa de conformidade da tecnologia nos diversos fabricantes e seus produtos.
Foi formado em 1995 pelo grupo de empresas que desenvolveu a tecnologia USB. Entre os membros mais notórios estão a Hewlett-Packard, a Microsoft, a Apple Inc., a Intel e a Texas Instruments.
Os comitês de trabalho dentro do USB-IF são:
- Grupo de trabalho de dispositivos - Paul Berg;
- Comitê de conformidade - Abdul R. Ismail;
- Comitê de marketing - Jeff Ravencraft.

O Website do USB Implementers Forum atende aos desenvolvedores podendo se inscrever livremente nos fóruns e acessar a documentação, no entanto, para ingressar em um grupo de trabalho, é necessário trabalhar para uma empresa membro ou se registrar como membro. O fórum de desenvolvedores cobrem o desenvolvimento de hardware e software da tecnologia USB e não são para usuários finais.
Em 2014, foi anunciado uma nova conexão USB chamada USB Type-C. Ele transfere dados com taxas de até 10 Gbit/s e carrega dispositivos com potência de até 100 Watts.
O conselho de administração é formado pela Apple - Dave Conroy, HP Inc - Alan Berkema., Intel Corporation - Brad Saunders, Microsoft Corporation - Toby Nixon, Renesas Electronics - Philip Leung, STMicroelectronics - Joel Huloux e Texas Instruments - Anwar Sadat.